# アル・ボーク
アルフレッド・アントン・ボーク（英: Alfred Anton Boeke, 1922年11月20日 - 2011年11月8日）は、アメリカ合衆国の建築家、都市開発者。カリフォルニア州ソノマ郡にある1700戸の住宅からなる10マイルに及ぶ海岸沿いのコミュニティ・シーランチを都市開発した。

## シーランチ
ボークはシーランチのコミュニティ形成に際し、家屋を周囲の景観に配慮し、さらに環境保全と低密度開発と融合することを主張し、基本計画をランドスケープアーキテクトのローレンス・ハルプリンに委託した。
また、住宅計画を見直す委員会を組織し、木造家屋設計のためのコンサルタントやデザイナーとして、ドンリン・リンドン、チャールズ・ムーア、リチャード・ウィテカー、ウィリアム・ターンブルなどの20世紀において著名な建築家を招集した。
アメリカ建築家協会は1991年に10ユニットのコンドミニアムに「耐久性のある優秀賞」を授与した。同協会はシーランチが当時「建築家の世代を奮い立たせ、魅了した建築と自然の同盟関係を形成した」と評した。